# Pauline Lucca

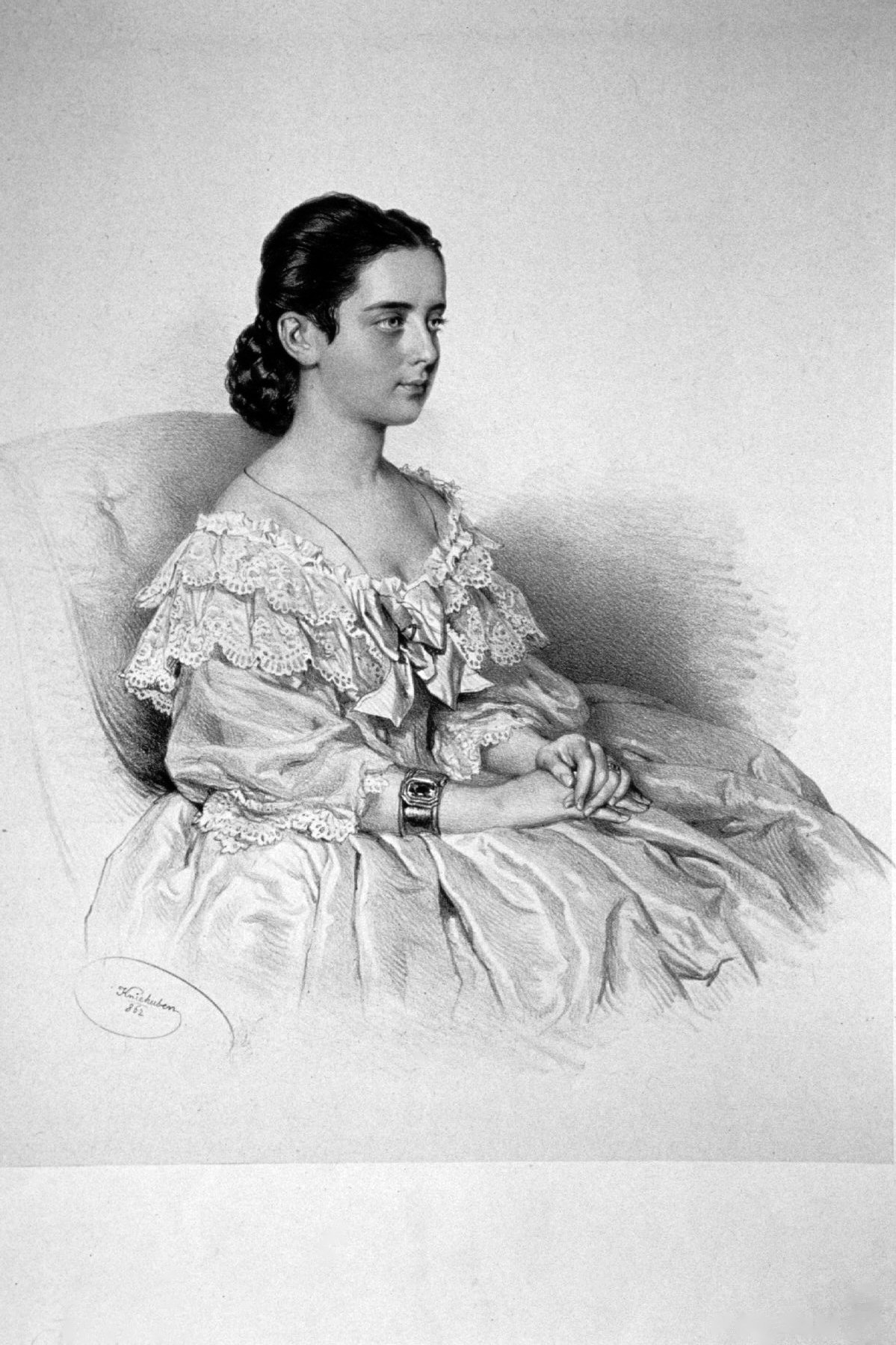
Pauline Lucca, Lithographie von Josef Kriehuber, 1862

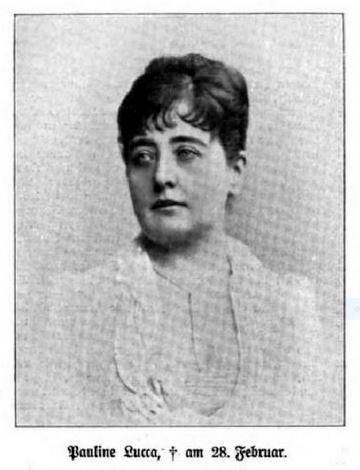
Pauline Lucca 1908

Pauline Lucca, gelegentlich auch Pauline Lucka, (* 25. April 1841 in Wien; † 28. Februar 1908 ebenda) war eine österreichische Opernsängerin (Sopran).

## Leben
Pauline war die Tochter des Kaufmanns Joseph Koppelmanns und dessen Ehefrau Barbara Willer. 1834 konvertierte die Familie vom jüdischen zum katholischen Glauben. Sie nahm dabei den Namen „Lucca“ an. Der Arzt Samuel Lucka war ihr Onkel väterlicherseits, die Schriftsteller Emil Lucka und Mathilde Prager ihr Cousin bzw. ihre Cousine.
Ihre erste gesangliche Ausbildung erhielt Lucca im Chor der Wiener Karlskirche bei Joseph Rupprecht. Später wurde sie Schülerin von Otto Uffmann und Richard Lewy. Gefördert durch ihre Lehrer, bekam Lucca schon bald kleinere Rollen an der Wiener Hofoper und wurde 1859 mit 18 Jahren als Solistin an das Theater nach Olmütz engagiert. Dort debütierte sie in der Rolle der Elvira (in Ernani von Giuseppe Verdi). Im darauffolgenden Jahr wurde Lucca nach Prag eingeladen, wo sie mit großem Erfolg die Valentine (in Les Huguenots von Giacomo Meyerbeer) und die Titelrolle in Vincenzo Bellinis Norma sang.
Meyerbeer engagierte sie 1861 an die Königliche Hofoper in Berlin, wo sie von ihm noch unterrichtet wurde. Er setzte durch, dass Lucca an der Berliner Hofoper ein Engagement auf Lebenszeit bekam. Dies wurde u. a. vom  preußischen König Wilhelm I. und Otto von Bismarck unterstützt. Beide waren erklärte Bewunderer ihres Gesangs und ihrer Schauspielkunst. Bei einem Kuraufenthalt in Ischl entstand 1865 ein Foto von Bismarck und Lucca.
1865 heiratete Lucca den preußischen Offizier und Gutsbesitzer Adolf von Rhaden, mit dem sie eine Tochter hatte. Anlässlich einer Tournee durch die USA 1873 setzte sie in Amerika die Scheidung durch, um in zweiter Ehe Matthias von Wallhofen zu heiraten.
Von Berlin aus unternahm Lucca viele Gastspiele in ganz Deutschland, auch nach London und Sankt Petersburg. Als Mathilde Mallinger ab 1. Oktober 1869 an die Berliner Hofoper verpflichtet wurde, sah Lucca in ihr eine ernstzunehmende Konkurrentin und kündigte nach einem Streit im April 1872 fristlos. In den folgenden Jahren gastierte sie erst in Amerika, später in Wien, ab 1880 auch wieder in Berlin, wo sie die früher gefeierten Triumphe sich erneuern sah.
1889 verabschiedete sich Lucca von der Bühne, zog sich ins Privatleben zurück und ließ sich auf ihrem Landsitz in der Nähe von Zürich nieder.
1908 verstarb Pauline Lucca in Wien; nach der Einäscherung in Gotha wurde sie in einer Gruft am Stadtpfarrfriedhof in Baden bei Wien, Gruppe 06, Reihe 01, Nummer 15 beigesetzt.

## Rollen (Auswahl)
Publikum wie offizielle Kritik waren von Luccas Darstellung begeistert. Daneben wird immer ihre ausdrucksstarke Stimme gelobt, die einen Umfang von g–c’’’ hatte. Ihr Repertoire umfasste über 60 Partien deutscher, französischer und italienischer Opern.
- Zerline in Fra Diavolo von Daniel-François-Esprit Auber
- Cherubino in Le nozze di Figaro von Wolfgang Amadeus Mozart
- Selica in L’Africaine von Giacomo Meyerbeer
- Margarete in Faust von Charles Gounod
- Pamina in Die Zauberflöte von Wolfgang Amadeus Mozart
- Agathe in Der Freischütz von Carl Maria von Weber
- Leonora in Il trovatore von Giuseppe Verdi
- die Titelrolle in Carmen von Georges Bizet
- Farinelli in Carlo Broschi oder des Teufels Anteil von Daniel-François-Esprit Auber

## Schüler (Auswahl)
- Ottilie Fellwock

## Sonstiges
Durch eine Vertragsklausel ließ sie sich von jeder Mitwirkung an Opern von Richard Wagner entbinden.
Pauline Lucca zu Ehren wurden zwei Gerichte kreiert: die salzigen Lucca-Augen (auch Toast Lucca) und das gleichnamige süße Spritzkuchengebäck. Eine Marmorbüste der Pauline Lucca um 1866 vom Bildhauer Gustav Willgohs geschaffen, gilt als verschollen.